# 杰纳西
杰纳西（英語：Genesse）是位于美国纽约州阿利根尼县的一个镇，地处阿利根尼县的西南角、奥利安东南。2010年美国人口普查时，该镇有1693人。此地最初的定居者于1823年到达，1830年杰纳西镇从古巴镇分出，独立建镇。